# Sur la route de Memphis (chanson)
Singles de Eddy Mitchell
La fille du motel
(1976) La dernière séance
(1978)
Sur la route de Memphis est l'adaptation française par Eddy Mitchell de la chanson That's How I Got to Memphis (en) de l'auteur-compositeur-interprète américain Tom T. Hall. Enregistrée à Nashville, en 1976, elle sort, la même année sur un album auquel elle donne son titre.
Bien que n'étant pas sortie en 45 tours, Sur la route de Memphis compte parmi les grands succès d'Eddy Mitchell.

## Historique

### Réception
En 1976, Sur la route de Memphis se classe à la 9e place des hit-parade, demeure deux semaines dans le top 10 et onze dans le top 100 (selon Infodisc).

## Discographie
10 novembre 1976 :
- 33 tours Barclay 900505[2] : Sur la route de Memphis
- 45 tours promotionnel Barclay 620218[2] : Sur la route de Memphis, J'aime, j'aime pas

Discographie live :
- 1978 : Palais des sports 77
- 1981 : 20 ans : Eddy Mitchell Olympia
- 1984 : Palais des sports 84
- 1989 : Tournée d'Enfoirés (en duo avec Michel Sardou)
- 1990 : Eddy Mitchell au Casino de Paris
- 1994 : Retrouvons notre héros Eddy Mitchell à Bercy
- 1995 : Country-rock à l'Olympia
- 2004 : Frenchy Tour (en duo avec Michel Sardou)
- 2011 : Ma dernière séance
- 2016 : Big Band Palais des Sports 2016 (incluse dans un medley)

## Reprises

### Reprise de Johnny Hallyday
Singles de Johnny Hallyday
La ville des âmes en peines
(1996) Comme un roc
(1997)
À l'occasion du concert donné le 24 novembre 1996 à l'Aladdin de Las Vegas, Johnny Hallyday inscrit le titre de son ami Eddy Mitchell à son répertoire, dans une version proche de l'originale. Présente sur l'album qui parait peu après, la reprise est également diffusée en single.

#### Discographie
- 12 décembre 1996 : album Philips 534493-2[4] Destination Vegas
- décembre CDS Philips 574264-2[4] : Rouler sur la rivière, Sur la route de Memphis

Discographie live :
- 2003[N 2] album Philips/Universal Music Group Live at the Aladdin Theatre

### Reprise de Roch Voisine
- En 2008, Roch Voisine enregistre, sur l'album Americana une version franco-anglaise du titre.

## Duos

### Duo Mitchell-Hallyday
En 1977, les deux artistes chantent en duo Sur la route de Memphis à la télévision et en 1985 sur scène lors d'un concert en commun donné au festival de musique du Printemps de Bourges.

### Autres duos
Eddy Mitchell et Michel Sardou par trois fois, en 1980 pour l'émission Numéro un des Carpentier, en 1989 lors de la Tournée d'Enfoirés, puis en 2004 à l'occasion du Frenchy Tour.
En 2017, Eddy Mitchell réenregistre le titre sur son album La Même Tribu en duo avec Renaud. L'année suivante sur le second volume de La Même Tribu, il enregistre le titre original That's How I Got to Memphis (en) en duo avec Gregory Porter.